# Arbeits- und Sozialministerkonferenz
Die Arbeits- und Sozialministerkonferenz (kurz ASMK) ist seit 1949 die ständige Fachkonferenz der für Arbeits- und Sozialpolitik zuständigen Minister und Senatoren der deutschen Bundesländer. Sie ist kein Verfassungsorgan wie der Bundesrat, sondern ein freiwilliger Zusammenschluss der Länder im Rahmen des sogenannten kooperativen Föderalismus. Sie dient der Koordinierung zwischen den Ländern und der Zusammenarbeit mit der Bundesregierung, die in der Regel durch den Bundesarbeitsminister als Gast teilnimmt.
Die ASMK berät und beschließt über wichtige und grundsätzliche Angelegenheiten der Arbeits- und Sozialpolitik. Sie befasst sich etwa mit den Themen: Arbeitsmarkt, Arbeitsrecht, Arbeitsschutz, Sozialrecht, Sozialversicherung, Rehabilitation und Integration von Menschen mit Behinderungen, mit der Integration von Migranten sowie mit Fragen der Europäischen Arbeitsmarkt- und Sozialpolitik.
Der Vorsitz in der ASMK wechselt jährlich in einem festgelegten Turnus. Im Jahr 2025 hat Bayern mit den Ministerinnen Ulrike Scharf und Judith Gerlach den Vorsitz inne. Die Geschäftsstelle ist beim zuständigen Fachministerium des jeweiligen Vorsitzlandes angesiedelt. Sie koordiniert die Kommunikation zwischen den Ländern und dem Bund sowie mit den anderen Fachministerkonferenzen und dient als Ansprechpartner für Verbände, Vereine, Behörden und Bürger.